# نوفل اليوسفي
نوفل اليوسفي (22 يناير 1987)، هو لاعب كرة قدم تونسي يلعب في الواحة الرياضية بقبلي.